# Aintree (Merseyside)
Pour les articles homonymes, voir Aintree.
Aintree est un village et une paroisse civile du district métropolitain de Sefton, Merseyside (Angleterre). Appartenant historiquement au Lancashire, la localité est située entre Walton et Maghull sur la route A59 (en), environ 5,5 milles (8,9 km) au nord-est du centre-ville de Liverpool (en), en Angleterre du Nord-Ouest.
Aintree compte 6 689 habitants en 2011.
Le lieu est surtout connu pour ses courses de chevaux : la course d'Aintree est mondialement connue, elle se déroule au début du mois d'avril. L'épreuve phare est celle de Steeple-chase : le Grand National. 
Aintree a également accueilli, en plus des courses hippiques, des épreuves de course automobile, avec le Grand Prix de Grande-Bretagne sur le circuit d'Aintree dans les années 1950 et 1960, ainsi que des concerts. Le 11 septembre 1988, le site a accueilli le plus grand concert du Bad World Tour de Michael Jackson, en réunissant 125 000 personnes.